# Temat zakazany
Temat zakazany - jest to pierwszy singel warszawskiego rapera Pono promujący album Hołd.

## Lista utworów
| Nr | Tytuł                         | Czas | Producent | Wykonawcy |
| -- | ----------------------------- | ---- | --------- | --------- |
| 1  | "Temat zakazany" (Korzeń RMX) |      |           | Pono      |
| 2  | "Spróbuj"                     |      |           | Pono      |
| 3  | "Osaczony - z życia wzięte"   |      |           | Pono      |
| 4  | "Spróbuj" (Vienio RMX)        |      |           | Pono      |
| 5  | "Tabu" (Waco RMX)             |      |           | Pono      |
| 6  | "Spróbuj" (Kuba RMX)          |      |           | Pono      |
| 7  | "Outro"                       |      |           | Pono      |